# Мидлотијан (Тексас)
Мидлотијан (енгл. Midlothian) град је у америчкој савезној држави Тексас. По попису становништва из 2010. у њему је живело 18.037 становника.

## Демографија
Према попису становништва из 2010. у граду је живело 18.037 становника, што је 10.557 (141,1%) становника више него 2000. године.
| Група             | 2000.         | 2010.          |
| Белци             | 6.153 (82,3%) | 14.220 (78,8%) |
| Афроамериканци    | 218 (2,9%)    | 654 (3,6%)     |
| Азијати           | 37 (0,5%)     | 142 (0,8%)     |
| Хиспаноамериканци | 981 (13,1%)   | 2.734 (15,2%)  |
| Укупно            | 7.480         | 18.037         |